# Джексон (округ, Індіана)
Шаблон:StateAbbr_ 38°55′ пн. ш. 86°02′ зх. д. / 38.91° пн. ш. 86.04° зх. д.
Округ Джексон (англ. Jackson County) — округ (графство) у штаті Індіана, США. Ідентифікатор округу 18071.

## Історія
Округ утворений 1816 року.

## Демографія
За даними перепису
2000 року
загальне населення округу становило 41335 осіб, зокрема міського населення було 23267, а сільського — 18068.
Серед мешканців округу чоловіків було 20386, а жінок — 20949. В окрузі було 16052 домогосподарства, 11573 родин, які мешкали в 17137 будинках.
Середній розмір родини становив 2,98.
Віковий розподіл населення поданий у таблиці:
| Стать    | До 15 років | 15-21 | 22-29 | 30-39 | 40-49 | 50-65 | 65-85 | Понад 85 |
| -------- | ----------- | ----- | ----- | ----- | ----- | ----- | ----- | -------- |
| Чоловіки | 4516        | 1978  | 2366  | 3190  | 3084  | 3110  | 1948  | 194      |
| Жінки    | 4250        | 1873  | 2119  | 3110  | 2988  | 3248  | 2810  | 551      |

## Суміжні округи
- Браун — північ-північний захід.
- Бартолом'ю — північ-північний схід.
- Дженнінґс — схід.
- Скотт — південний схід.
- Вашингтон — південь.
- Лоуренс — захід.
- Монро — північний захід.